# Kumanskiella
Kumanskiella är ett släkte av nattsländor. Kumanskiella ingår i familjen smånattsländor.
Kladogram enligt Catalogue of Life:
| Kumanskiella | \| \| Kumanskiella aliena \| \| \| \| \| \| Kumanskiella karenae \| \| \| \| |
|              | \| \| Kumanskiella aliena \| \| \| \| \| \| Kumanskiella karenae \| \| \| \| |
|              | Kumanskiella aliena                                                          |
|              |                                                                              |
|              | Kumanskiella karenae                                                         |
|              |                                                                              |